# Rally Targa Florio

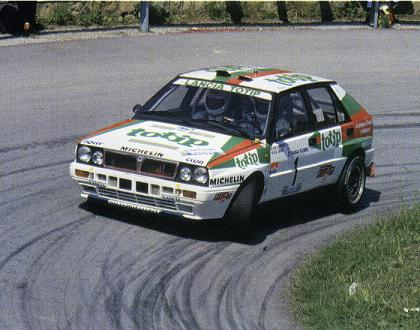
L'equipaggio Cerrato-Cerri su Lancia Delta HF Integrale del Jolly Club nel vittorioso rally del 1989

Il Rally Targa Florio è una competizione automobilistica italiana che si svolge ogni anno, solitamente nel mese di maggio, sulle strade siciliane della Provincia di Palermo e delle Madonie. La gara è da considerarsi la continuazione ufficiale dell'antichissima Targa Florio, che nel 1978 fu tramutata in rally per ragioni di sicurezza. È organizzato dall'Automobile Club di Palermo e ha raggiunto nel 2025 la 109ª edizione come corsa automobilistica.

## Storia
Domenica 15 maggio 1977, giorno in cui si correva la 61ª edizione, la Osella-BMW pilotata in quel momento da Gabriele Ciuti, uscì di strada in un tratto di misto-veloce che seguiva il rettilineo di Buonfornello, travolgendo gli spettatori e provocando due morti e tre feriti gravi (tra cui lo stesso pilota): la gara venne sospesa e la classifica stilata in base ai passaggi al termine del 4º giro (degli 8 previsti in origine).
Divenuta quindi Rally dal 1978, nonostante questa esclusione dal campionato mondiale, l'antica denominazione è rimasta intatta (divenendo rally e competizione automobilistica più antica del mondo), il tracciato delle Madonie è rimasto pressappoco lo stesso della Targa Florio tradizionale (con l'inevitabile frammentazione del percorso in tappe rallistiche) e l'affluenza di pubblico è sempre stata enorme per la spettacolarità dell'evento, nonché per la grande quantità di partecipanti. Inoltre alla gara partecipano vetture storiche, inserite in una speciale categoria valevole per diversi campionati internazionali di auto d'epoca, e dal 2007, per alcune edizioni, anche vetture ecologiche per la cosiddetta "Green Prix - Targa Florio".
La gara, organizzata dall'Automobile Club di Palermo in collaborazione con ACI Sport e con altre istituzioni locali (Regione Siciliana, provincia di Palermo, comune di Palermo, comune di Termini Imerese, comune di Cefalù, etc.).
La competizione è valevole per il Campionato Italiano Rally, per il Campionato Italiano Rally Auto Storiche, per la Coppa Rally di Zona e per altri campionati minori regionali.

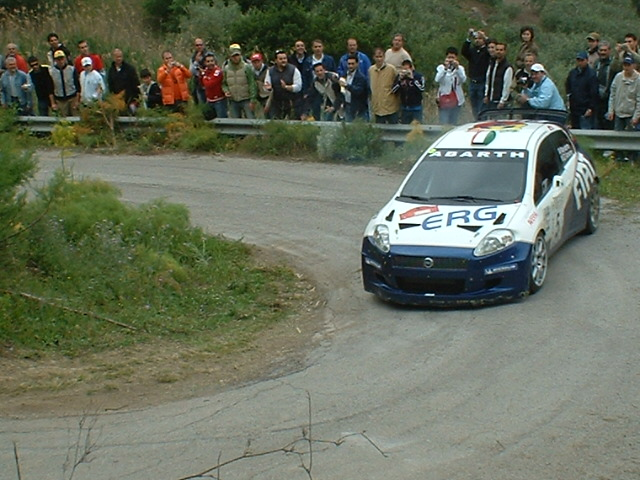
L'equipaggio Navarra-D'Amore durante il Rally Targa Florio Centenario 2006 a bordo di una Fiat Grande Punto Abarth S2000.

Dal 2006 la corsa è inserita negli eventi mondiali della FIA e nel 2008 è stata Supporter Event per l'IRC, il campionato mondiale delle vetture S1600.
Nel 2012 il rally Targa Florio ha ospitato la prova dell'IRC; la gara ha visto un grave incidente, occorso alla Peugeot 207 del pilota irlandese Craig Breen. Durante la prima prova speciale della seconda tappa, l'auto ha sbandato in una curva a sinistra, finendo contro il guard-rail: la parte iniziale del guard-rail è penetrata nella vettura, uccidendo all'istante il copilota ventiquattrenne Gareth Roberts.
L'edizione del 2012 è stata vinta dall'equipaggio Kopecký - Dresler su Škoda Fabia S2000.
Nel maggio 2016 si è svolto il 100° Rally Targa Florio.

## Albo d'oro
Il Rally Targa Florio, costituisce edizione della Targa Florio dal 1978 allorché, divenuto rally a tutti gli effetti e non più prova in circuito, è stato valido via via per il campionato italiano rally ed il campionato europeo rally.
| Anno | Equipaggio                 | Vettura                       | Validità                   |
| ---- | -------------------------- | ----------------------------- | -------------------------- |
| 1978 | Carello - Perissinot       | Lancia Stratos                | Italiano                   |
| 1979 | Vudafieri - Mannucci       | FIAT 131 Abarth Rally         | Italiano                   |
| 1980 | Pasutti - Stradiotto       | FIAT 131 Abarth Rally         | Italiano                   |
| 1981 | Andruet - "Tilber"         | Ferrari 308 GTB               | Italiano                   |
| 1982 | Tognana - De Antoni        | Ferrari 308 GTB               | Italiano                   |
| 1983 | Cunico - Bartolich         | Lancia Rally 037              | Italiano                   |
| 1984 | "Tony" - Sghedoni          | Lancia Rally 037              | Europeo ed Italiano        |
| 1985 | Cerrato - Cerri            | Lancia Rally 037              | Europeo ed Italiano        |
| 1986 | Cerrato (2) - Cerri        | Lancia Delta S4               | Europeo ed Italiano        |
| 1987 | Cerrato (3) - Cerri        | Lancia Delta HF 4WD           | Europeo ed Italiano        |
| 1988 | Zanussi - Amati            | BMW M3                        | Europeo ed Italiano        |
| 1989 | Cerrato (4) - Cerri        | Lancia Delta HF Integrale 16v | Europeo ed Italiano        |
| 1990 | Liatti - Tedeschini        | Lancia Delta HF Integrale 16v | Europeo ed Italiano        |
| 1991 | Longhi - Carraro           | Lancia Delta HF Integrale 16v | Europeo ed Italiano        |
| 1992 | Deila - Scalvini           | Lancia Delta HF Integrale 16v | Europeo ed Italiano        |
| 1993 | Cunico - Evangelisti       | Ford Escort RS Cosworth       | Europeo ed Italiano        |
| 1994 | Cunico (2) - Evangelisti   | Ford Escort RS Cosworth       | Europeo ed Italiano        |
| 1995 | Liatti (2) - Alessandrini  | Subaru Impreza                | Europeo ed Italiano        |
| 1996 | Cunico (3) - Evangelisti   | Ford Escort RS Cosworth       | Europeo ed Italiano        |
| 1997 | Andreucci - Fedeli         | Renault Megane Maxi           | Europeo ed Italiano        |
| 1998 | Travaglia - Zanella        | Peugeot 306 Maxi              | Europeo ed Italiano        |
| 1999 | Cunico (4) - Pirollo       | Subaru Impreza WRC            | Europeo ed Italiano        |
| 2000 | Longhi (2) - Baggio        | Toyota Corolla WRC            | Europeo ed Italiano        |
| 2001 | Vita - Mari                | Peugeot 306 Maxi              | Europeo ed Italiano        |
| 2002 | Riolo - Marin              | Peugeot 306 Kit               | Europeo ed Italiano        |
| 2003 | Andreucci (2) - Andreussi  | FIAT Punto S1600              | Europeo ed Italiano        |
| 2004 | Andreucci (3) - Andreussi  | FIAT Punto S1600              | Europeo ed Italiano        |
| 2005 | Riolo - Marin              | Renault Clio                  | Europeo ed Italiano        |
| 2006 | Andreucci (4) - Andreussi  | FIAT Grande Punto S2000       | Europeo ed Italiano        |
| 2007 | Andreucci (5) - Andreussi  | Mitsubishi Lancer Evo IX      | Europeo ed Italiano        |
| 2008 | Rossetti - Chiarcossi      | Peugeot 207 S2000             | Europeo ed Italiano        |
| 2009 | Rossetti (2) - Chiarcossi  | Abarth Grande Punto S2000     | Europeo ed Italiano        |
| 2010 | Riolo (3) - Canova         | Citroën Xsara WRC             | Europeo ed Italiano        |
| 2011 | Andreucci (6) - Andreussi  | Peugeot 207 S2000             | Europeo ed Italiano        |
| 2012 | Kopecký - Dresler          | Škoda Fabia S2000             | Internazionale ed italiano |
| 2013 | Andreucci (7) - Andreussi  | Peugeot 207 S2000             | Italiano                   |
| 2014 | Andreucci (8) - Andreussi  | Peugeot 208 T16               | Italiano                   |
| 2015 | Andreucci (9) - Andreussi  | Peugeot 208 T16               | Italiano                   |
| 2016 | Andreucci (10) - Andreussi | Peugeot 208 T16               | Italiano                   |
| 2017 | CANCELLATA.                | -                             | Italiano                   |
| 2018 | Nucita - Vozzo             | Hyundai i20                   | Italiano                   |
| 2019 | Campedelli - Canton        | Ford Fiesta                   | Italiano                   |
| 2020 | Crugnola - Ometto          | Citroën C3                    | Italiano                   |
| 2021 | Basso - Granai             | Škoda Fabia R5                | Italiano                   |
| 2022 | De Tommaso - Ascalone      | Škoda Fabia R5                | Italiano                   |
| 2023 | Crugnola (2) - Ometto      | Citroën C3                    | Italiano                   |
| 2024 | Crugnola (3) - Ometto      | Citroën C3                    | Italiano                   |
| 2025 | Crugnola (4) - Ometto      | Citroën C3                    | Italiano                   |

### Plurivincitori
| #  | Costruttore | Vittorie |
| -- | ----------- | -------- |
| 1  | Lancia      | 10       |
| 2  | Peugeot     | 9        |
| 3  | FIAT        | 6        |
| 4  | Citroën     | 5        |
| 5  | Ford        | 4        |
| 6  | Škoda       | 3        |
| 7  | Ferrari     | 2        |
| 7  | Renault     | 2        |
| 7  | Subaru      | 2        |
| 10 | BMW         | 1        |
| 10 | Mitsubishi  | 1        |
| 10 | Toyota      | 1        |
| 10 | Hyundai     | 1        |

| # | Pilota             | Vittorie |
| - | ------------------ | -------- |
| 1 | Paolo Andreucci    | 10       |
| 2 | Gianfranco Cunico  | 4        |
| 2 | Dario Cerrato      | 4        |
| 2 | Andrea Crugnola    | 4        |
| 5 | Salvatore Riolo    | 3        |
| 6 | Piero Liatti       | 2        |
| 6 | Piero Longhi       | 2        |
| 8 | Andrea Nucita      | 1        |
| 8 | Simone Campedelli  | 1        |
| 8 | Giandomenico Basso | 1        |
| 8 | Damiano De Tommaso | 1        |